# احمدسیر مهجور
احمدسیر مهجور (زادهٔ ۱۹۶۵، بغلان، افغانستان) سیاستمدار، نویسنده، پژوهشگر و جامعه‌شناس افغان مقیم پاریس است.

## زندگی‌نامه
مهجور بعد از اتمام قسمتی از تحصیلات خویش در عرصه آموزش و پرورش، الهیات و علوم سیاسی در افغانستان و پاکستان، در سال ۱۹۹۲ عازم فرانسه شد و ازآن زمان به این طرف در آنجا زندگی می‌کند.
وی در فرانسه پس از فراگیری زبان فرانسوی و مطالعه اساسات فلسفه و جامعه‌شناسی، تحصیلات خویش را در ین کشور ادامه داده و در رشته فلسفه سیاسی ماستری خود را از دانشگاه نانتر پاریس و فوق ماستری را در رشته جامعه‌شناسی سیاسی از دانشگاه سوربن پاریس، و دیپلم تخصصی فوق ماستری را در رشته سیاست‌های محلی توسعه از دانشگاه رووان فرانسه بدست آورد. نامبرده تز دکترای خویش را در مورد «راهیافت‌های جامعه‌شناسی مرحله گذار در افغانستان، تضاد میان سنت و مدرنیته-۲۰۰۲–۲۰۰۵» نوشت و دکترای خود را در رشته جامعه‌شناسی سیاسی از دانشگاه رووان فرانسه کسب نمود.
مهجور به تاریخ ۲۰ ژانویه ۲۰۱۵ به سمت نامزد وزیر دادگستری از سوی رئیس‌جمهور اشرف غنی به پارلمان افغانستان پیشنهاد شد. مهجور در سال ۲۰۱۶-۲۰۲۰ به سمت معین وزارت تحصیلات عالی افغانستان کار کرد.
مهجور در عرصه حقوق قضائی، موفق به اخذ دیپلم «کارشناسی عدلی» از دانشکده حقوق دانشگاه رووان فرانسه گردیده و از سال ۲۰۰۲ به این طرف سمت کارشناس عدلی را در فرانسه رسماً کسب نموده‌است.
احمدسیر مهجور در کنگره‌های متعدد بین‌المللی جامعه‌شناسی شرکت نموده و مقالات علمی و پژوهشی خویش را برای شرکت کنندگان ارائه داشته‌است. از جمله موضوع پژوهشی وی در کنگره جهانی جامعه شناسان در ژوئیه ۲۰۰۸ در استانبول با استقبال مواجه شد. وی از سال ۲۰۰۷ به عضویت انجمن بین‌المللی جامعه شناسان فرانسوی زبان و در سال ۲۰۰۸ به عضویت انجمن جامعه شناسان فرانسه درآمده است.

## حرفه
احمدسیر مهجور در سال ۲۰۰۴ یک کانون ترجمه را در فرانسه بنام France Traduction  تأسیس کرد. اکنون عضو مرکز مطالعات جامعه‌شناسی dysola دانشگاه روان  فرانسه بوده و از سال ۲۰۰۶ در دانشگاه روان رشته جامعه‌شناسی را نیز تدریس می‌کند.
مهجور بزبان‌های فارسی، پشتو، عربی، فرانسوی، انگلیسی و اردو آشنائی دارد و مقالات متعددی علمی، سیاسی و اجتماعی را بزبان‌های فارسی، فرانسوی و عربی را نوشته و در مطبوعات معتبر و سایت‌های اینترنتی به نشر رسانیده‌است. کتاب «گروه‌های اجتماعی بسته – مطالعه جامعه شناختی سکت‌ها» و کتاب «کارشناسی عدلی» این نویسنده در بخش جامعه‌شناسی و حقوق از مقام و شهرت خوب برخوردار‌اند. 

## آثار
کتاب‌ها :
۱- گروه‌های اجتماعی بسته «مطالعه جامعه شناختی سکت‌ها» انتشارات جامعه-(۲۰۰۹)۱۳۸۸.
۲- بحران ارزش‌ها - انتشارات جامعه- ۱۹۹۴ -
۳-کارشناسی عدلی - انتشارات انستیتوت عدلی و قضائی دانشگاه رووان فرانسه-۲۰۱۱ -
۴-ارزیابی عملکرد دولت - انتشارات مرکز مطالعات علوم اجتماعی دانشگاه رووان فرانسه- ۲۰۱۲ -
۵- مفاهیم دموکراسی و انتخابات - انتشارات مرکز مطالعات علوم اجتماعی دانشگاه رووان فرانسه- ۲۰۱۵ -
مقالات:
-کدامین دموکراسی؟
- جوامع اسلامی و مصداقیت دموکراسی
-l’approche sociologique de la transition démocratique dans la société traditionnelle، ex: Afghanistan
-نگرشی برتصور مصالحه ملی درافغانستان